# 2537 Gilmore
För andra betydelser, se Gilmore.
2537 Gilmore eller 1951 RL är en asteroid i huvudbältet, som upptäcktes 4 september 1951 av den tyske astronomen Karl Wilhelm Reinmuth i Heidelberg. Den har fått sitt namn efter det nyzeeländska astronomparet Alan C. Gilmore och Pamela M. Kilmartin, i enlighet med ett förslag från Conrad Bardwell.
Asteroiden har en diameter på ungefär 7 kilometer och den tillhör asteroidgruppen Eunomia.